# Nagaré (Fada N'Gourma)
Pour les articles homonymes, voir Nagaré.
Nagaré, parfois orthographié Nagré, est une ville située dans le département de Fada N'Gourma de la province du Gourma dans la région de l'Est au Burkina Faso.

## Géographie
Nagaré est situé à 30 km au Sud de Fada N'Gourma, chef-lieu du département, de la province et capitale de la région et à 12 km au Nord de Natiaboani. La commune est traversée par la route nationale 18 qui relie ces trois villes.

## Économie
Nagaré est un important centre économique et marchand du département, située entre les villes de Fada N'Gourma et Natiaboani.

## Santé et éducation
Nagaré accueille un centre de santé et de promotion sociale (CSPS).